# Інцидент Імо
Інцидент Імо, також іноді відомий як повстання Імо, солдатський бунт або японською Джинго-гунран — повстання і заворушеннями в Сеулі, які почалися в 1882 році солдатами армії Чосону, які пізніше приєдналися незадоволеними представниками широкого корейського населення. Повстання спалахнуло частково через підтримку реформ і модернізації з боку короля Коджона, а також через використання японських військових радників. Деякі джерела вважають чутки іскрою, яка спалахнула насильство, коли багато корейських солдатів були стурбовані перспективою включення японських офіцерів до нової армійської структури. Поштовх до бунту в основному пояснюється реакцією на невиплачену зарплату солдатам, які знайшли пісок і поганий рис у пайках солдатів. У той час солдатам могли платити рисом, оскільки він використовувався замість валюти.
Бунтівники вбили багатьох урядовців, зруйнували будинки високих урядових міністрів і зайняли Чхандеоккун. Вони також накинулися на членів японської місії в місті, які ледве врятувалися на борту британського корабля «Летюча риба». Протягом дня заворушень було вбито кілька японців, у тому числі військового радника Гарімото Рейзо. Бунтівники також напали на будинок Міг Ґуеом Го, який обіймав спільні посади міністра військових справ і високопосадовця Агентства з надання благословень, лінчував лорда Хенгіна, Лі Чхе Енга та намагався вбити королеву Мін, навіть дійшовши до Королівського палацу. До бунту приєдналися злидні жителі Сеула з Вансім-лі та Ітхевона, і королева Мін втекла до дому Мін Юнг-сік, переодягнувшись придворною дамою.
Дехто пояснює спалах насильства тим, що вказує на провокаційну політику та поведінку японських військових радників, які навчали нові Спеціальні сили з 1881 року.

## Фон
Ще до ХІХ століття Корея проводила сувору політику ізоляції. За винятком офіційних державних місій до Китаю та періодичних дипломатичних місій до Японії, яких після середини XVIII століття стало менше і вони обмежилися островом Цусіма, корейцям було заборонено залишати країну. Усім іноземцям було заборонено в'їзд до країни, за винятком офіційних китайців у дипломатичних місіях і японців, яким дозволялося торгувати лише в невеликому обнесеному муром комплексі, вегван, у Пусані. Зовнішня торгівля в основному обмежувалася Китаєм, велася у визначених місцях уздовж корейсько-маньчжурського кордону та з Японією в Пусані.

### Корейська політика
У січні 1864 року король Чхольджон помер, не маючи спадкоємця чоловічої статі, і король Коджон зійшов на престол у віці 12 років. Однак король Коджон був надто молодий, і батько нового короля, лі Га Унг, став Девонгуном або лордом Великого Суду, який правив Кореєю від імені свого сина. Спочатку термін Девонгун стосувався будь-якої особи, яка насправді не була королем, але чий син посів трон. З приходом до влади Девонгун ініціював низку реформ, спрямованих на зміцнення монархії за рахунок класу янбан, він також проводив ізоляціоністську політику та був сповнений рішучості очистити королівство від будь-яких іноземних ідей, які проникли в націю. В історії Кореї зяті короля мали велику владу, і Девонгун визнав, що будь-які майбутні зяті можуть загрожувати його владі. Тому він намагався запобігти будь-якій можливій загрозі своєму правлінню, обравши новою королевою для свого сина дівчину-сироту з клану Юхун Мінь, клану, якому бракувало потужних політичних зв'язків. З королевою Мін як невісткою та королівською дружиною, Девонгун відчував себе в безпеці у своїй владі. Однак після того, як вона стала королевою, Мін активізувала всіх своїх родичів і призначила їх на впливові посади від імені короля. Королева також об'єдналася з політичними ворогами Девонгуна, так що до кінця 1873 року вона мобілізувала достатньо впливу, щоб усунути Девонгуна від влади. У жовтні 1873 року, коли вчений-конфуціанець Чхе Ік Хьон подав меморіал королю Кочжону, закликаючи його правити самостійно, королева Мін скористалася можливістю змусити свого тестя піти у відставку з посади регента. Відхід Девонгуна призвів до того, що Корея відмовилася від своєї політики ізоляції. Згодом Канхваський договір 1876 року призвів до відкриття Кореї.

### Реалізація просвітницької політики
Одразу після відкриття країни для зовнішнього світу корейський уряд проводив політику просвітництва, спрямовану на досягнення національного процвітання та військової сили за допомогою доктрини тонгдо согі або східних шляхів і західних машин. Щоб модернізувати свою країну, корейці намагалися вибірково прийняти та освоїти західні технології, зберігаючи при цьому культурні цінності та спадщину своєї країни. Після підписання Договору Ганхва суд відправив Кім Кі Су, поважного вченого та чиновника, очолити місію до Японії. Хоча корейські королі посилали емісарів до Японії в минулому, це була перша така місія з 1810 року. Кім зустрівся з низкою офіційних осіб, які показали йому деякі японські реформи, і він неохоче зустрівся з японським імператором. Однак Кім залишив Японію без її модернізації та реформ, які справили на нього велике враження, і замість того, щоб використати поїздку як можливість познайомити Корею зі світом, що швидко змінюється, як продемонстрували реформаторські зусилля Японії, місію розглядали як одна з випадкових місій, що відправляються до Японії в інтересах «кьоріну» (сусідських відносин). Кім Кі Су справді подарував королю журнал своїх спостережень під назвою Ілтунг кію (Запис про подорож до Японії).
Минуло ще чотири роки, перш ніж король послав іншу місію, у 1880 році. Місію очолював Кім Хонґ Джип, який був більш захопленим спостерігачем за реформами, що відбувалися в Японії. Перебуваючи в Японії, китайський дипломат Хуан Цзуньсянь представив йому дослідження під назвою «Стратегія для Кореї.» Він попереджав про загрозу для Кореї з боку росіян і рекомендував Кореї підтримувати дружні стосунки з Японією, яка на той час була надто економічно слабкою, щоб становити безпосередню загрозу, тісно співпрацювати з Китаєм і шукати союзу зі Сполученими Штатами як противагу Росії. Після повернення до Кореї Кім представив документ королю Коджону, який був настільки вражений документом, що наказав зробити копії та розповсюдити їх серед своїх чиновників. Багато консерваторів були обурені пропозицією шукати союзу із західними варварами або навіть підтримувати дружні відносини з Японією. Деякі навіть планували державний переворот, король відповів стратою одного видатного чиновника та вигнанням інших. Документ став основою зовнішньої політики Кореї.
У січні 1881 року уряд розпочав адміністративні реформи та створив Управління з надзвичайних державних справ, яке було створено за зразком китайських адміністративних структур. Під цю всеохоплюючу організацію входили 12 са або відомств, які займалися відносинами з Китаєм (Sade), дипломатичними справами, пов'язаними з іншими іноземними державами (Kyorin), військовими справами (Kunmu), прикордонною адміністрацією (Pyŏnjŏng), зовнішньою торгівлею (T'ongsang), військовими боєприпаси (Kunmul), машинобудування (Kigye), суднобудування (Sŏnham), берегове спостереження (Kyyŏn), набір персоналу (Chŏnsŏn), спеціальні закупки (Iyong) та навчання іноземних мов (Ŏhak). У травні 1881 року до їхнього повернення додому у вересні того ж року технічну місію було направлено до Японії для огляду її модернізованих об'єктів. Вони об'їздили всю Японію, оглядаючи адміністративні, військові, освітні та промислові об'єкти. У жовтні інша невелика група вирушила до Тяньцзіня, щоб вивчити сучасне виробництво зброї, і китайських техніків запросили для виробництва зброї в Сеулі. У липні 1883 року перша корейська спеціальна місія була направлена до Сполучених Штатів. Вона зустрілася з лідерами американського уряду, включаючи президента Честера Алана Артура, і спостерігав за міським і промисловим розвитком країни.

### Невпевненість Японії щодо Кореї
Протягом 1880-х років дискусії про національну безпеку Японії зосереджувалися на питанні корейської реформи. Дискурс щодо двох був взаємопов'язаний, як заявив німецький військовий радник майор Якоб Меккель, Корея була «кинджалом, спрямованим у серце Японії». Те, що викликало стратегічне занепокоєння Кореї, полягала не лише в її близькості до Японії, а й у її нездатності захистити себе від сторонніх. Якби Корея була дійсно незалежною, вона не становила б стратегічної проблеми для національної безпеки Японії, але якби країна залишалася відсталою та нецивілізованою, вона залишалася б слабкою і, отже, запрошувала б здобич для іноземного панування. Політичний консенсус у Японії полягав у тому, що незалежність Кореї, як і для Японії Мейдзі, була отримана через імпорт «цивілізації» із Заходу. Корея потребувала програми самозміцнення, подібної до реформ після Реставрації, проведених у Японії. Японський інтерес до реформування Кореї не був суто альтруїстичним. Ці реформи не тільки дозволять Кореї протистояти іноземному вторгненню, що було в прямих інтересах Японії, але, будучи провідником змін, вони також матимуть можливість відігравати більшу роль на півострові. Для лідерів Мейдзі питання полягало не в тому, чи слід реформувати Корею, а в тому, як реформи можна здійснити. Був вибір: прийняти пасивну роль, вимагаючи культивування реформістських елементів у Кореї та надання їм допомоги, коли це можливо, або прийняти більш агресивну політику, активно втручаючись у корейську політику, щоб забезпечити проведення реформ. Багато прихильників реформ в Японії коливалися між цими двома позиціями.
На початку 1880-х років Японія була слабкою внаслідок внутрішніх повстань і повстань самураїв протягом попереднього десятиліття. Через ці внутрішні чинники країна також мала фінансові труднощі з інфляцією. Згодом уряд Мейдзі прийняв пасивну політику, заохочуючи корейський суд наслідувати японську модель, але пропонуючи мало конкретної допомоги, за винятком направлення невеликої військової місії на чолі з лейтенантом Хорімото Рейзо для підготовки Пюльгігуна. Що хвилювало японців, так це діяльність китайців, які, здавалося, перешкоджали крихкій групі реформаторів у Кореї. Цінський уряд послабив свою владу над Кореєю в 1876 році, коли японцям вдалося створити правову основу для незалежності Кореї. Однак Лі Хунчжан і багато інших високопосадовців Китаю були стурбовані японською анексією королівства Рюкю, з їхньої точки зору, те, що сталося з цією колишньою державою-данником, могло статися і з іншою.

### Договір Шуфельдта
Після 1879 року відносини Китаю з Кореєю перейшли під керівництво Лі Хунчжана, який став однією з найвпливовіших фігур у Китаї після того, як відіграв важливу роль під час Тайпінського повстання, і прихильником руху за самозміцнення. У 1879 році Лі був призначений генерал-губернатором провінції Чжилі та імперським уповноваженим у справах північних портів. Він відповідав за корейську політику Китаю і закликав корейських чиновників прийняти китайську програму саморозвитку, щоб зміцнити свою країну у відповідь на зовнішні загрози, на що король Коджон з розумінням прийняв. Китайці насторожено сприйняли наміри Японії і намагалися перешкодити японському впливу на півострові після укладення Гангвійського договору. Сполучені Штати запропонували можливе рішення: Лі дійшов висновку, що якщо він заохочуватиме Корею вступити в переговори про укладення договору з американцями, Китай зможе використати Сполучені Штати, щоб компенсувати зростаючий вплив Японії. Американці виявили зацікавленість у вступі в переговори про укладення договору з корейцями і відправили коммодора Роберта Шуфельдта у води Східної Азії. Шуфельдт вперше відвідав японських чиновників у 1880 році, щоб дізнатися, чи будуть вони посередниками між американськими чиновниками та корейцями, але японці не відповіли на його пропозицію. У 1880 році за порадою Китаю король Коджон вирішив встановити дипломатичні відносини зі Сполученими Штатами, що було порушенням традицій. Потім Шуфельдт відправився в Тяньцзінь, де зустрівся з Лі Хунчжаном, який вів переговори від імені корейців на переговорах. Після переговорів за посередництва Китаю (1881—1882) 22 травня 1882 року в Інчхоні між Сполученими Штатами та Кореєю було офіційно підписано Договір про мир, дружбу, торгівлю та мореплавство.
Документ із 14 статей передбачав захист моряків, які потерпіли корабельну аварію, постачання вугілля для американських суден, що входять до Кореї, права торгівлі в окремих корейських портах, обмін дипломатичними представниками, надавав американцям права екстериторіальності та статус найбільшого сприяння в Кореї. У свою чергу Сполучені Штати погодилися не імпортувати опіум чи зброю в країну, корейські тарифи залишалися високими, екстериторіальність була тимчасовою після реформування корейських законів і судових процедур, щоб вони відповідали американським, і не було жодної згадки про дозвіл місіонерської діяльності. Однак договір порушив два важливих питання, перше стосувалося статусу Кореї як незалежної держави. Під час переговорів з американцями Лі Хунчжан наполягав на тому, щоб договір містив статтю про те, що Корея є залежною від Китаю, і стверджував, що країна довгий час була данницею Китаю. Але Шуфельдт рішуче виступив проти такої статті, стверджуючи, що американський договір з Кореєю повинен базуватися на Договорі Ганхва, який передбачав, що Корея є незалежною державою. Нарешті було досягнуто компромісу: Шуфельдт і Лі домовилися, що король Кореї повідомить президента США в листі про те, що Корея має особливий статус як держава-данник Китаю. Договір між корейським урядом і Сполученими Штатами став зразком для всіх договорів між ним та іншими західними країнами. Пізніше, 1883 року, Корея підписала аналогічні торговельні договори з Великою Британією та Німеччиною, 1884 року — з Італією та Росією та 1886 року — з Францією. Згодом були укладені комерційні договори з іншими європейськими країнами.

### СтворенняПілгігун

Пілгігун, перша сучасна військова частина в Кореї.

У 1881 році в рамках свого плану модернізації Кореї король Коджон і його дружина королева Мін запросили японського військового аташе лейтенанта Хорімото Рейзо стати радником у створенні сучасної армії. Японську військову підготовку мали пройти від вісімдесяти до ста аристократичної молоді, і було створено формування під назвою Пілгігун (Сили спеціальних навичок). У січні 1882 року уряд також реорганізував існуючу гарнізонну структуру з п'яти армій у Мувіїнг (гарнізон палацової гвардії) і Чанґойонґ (гарнізон столичної гвардії). Однак солдати регулярної армії викликали обурення щодо Пілгігун, які заздрили цій формації, оскільки вона була набагато краще оснащена та була більш престижніша, ніж вони. Крім того, в процесі капітальної реформи армії понад 1000 вояків були звільнені. Більшість з них були або старими, або інвалідами, а решта не отримувала платню рисом протягом тринадцяти місяців.
У червні король Коджон, який був поінформований про ситуацію, наказав видати солдатам місячну норму рису. Він доручив Мін Гьом Хо, наглядачу за державними фінансами та племіннику королеви Мін, зайнятися цією справою. Мін, у свою чергу, передав справу своєму управителю, який продав хороший рис і використав гроші, щоб купити пшона, яке він змішав з піском і висівками. В результаті рис став настільки гнилим і смерділим, що він був непридатним для їжі.

## Події інциденту

### Початок бунту
Роздача нібито рису обурила солдатів. 23 липня 1882 року в Уігеумбу спалахнули заворушення. Потім розлючені солдати попрямували до резиденції Мін Гьом Хо, якого вони підозрювали в тому, що він шахрайством позбавив їх рису. Почувши повідомлення про повстання, Мін наказав поліції заарештувати деяких ватажків і оголосив, що наступного ранку вони будуть страчені. Мін Гьом Хо припустив, що це послужить попередженням для інших. Однак, дізнавшись про те, що сталося, бунтівники увірвалися в будинок Міна, щоб помститися, оскільки його не було вдома, бунтівники виплеснули своє розчарування, знищивши його меблі та інше майно.
Потім бунтівники перейшли до збройового складу, звідки вони викрали зброю та боєприпаси, тепер вони були озброєні краще, ніж будь-коли раніше за свою кар'єру солдатів. Потім бунтівники попрямували до в'язниці, і, здолавши охоронців, звільнили не лише чоловіків, яких того дня заарештував Мін Гьом Хо, але й багатьох інших політичних в'язнів. Мін, який перебував у королівському палаці, скликав армію, щоб придушити повстання, але придушувати заколот було надто пізно. Початкова група бунтівників поповнилася бідняками міста та іншими незадоволеними, і в результаті повстання набуло великих розмірів.

### Втеча японської місії

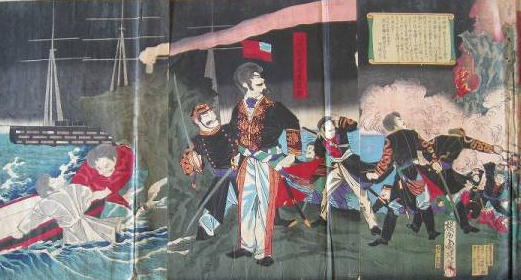
«Корейське повстання 1882 року» — гравюра Тойохара Чіканобу, 1882 рік.

Тепер бунтівники звернули свою увагу на японців. Одна група бунтівників попрямувала до квартири лейтенанта Хорімото і по черзі завдала військовому інструктору ножових поранень, наносячи йому багато дрібних ран, поки вони повільно не вбили його. Інша група, близько 3000 чоловік, озброїлася зброєю, вилученою з пограбованого складу, і попрямувала до японської місії. У складі представництва перебував міністр Кореї Ханабуса Йошітада, сімнадцять членів його персоналу та десять офіцерів поліції представництва. Натовп оточив легацію, вигукуючи про намір убити всіх японців усередині.
Ханабуса віддав наказ спалити посольство, і важливі документи були підпалені. Полум'я швидко поширилося, і під прикриттям полум'я та диму члени місії втекли через задні ворота. Японці втекли до гавані, де сіли на човен, який доставив їх річкою Хан до Інчхона. Спочатку вони знайшли притулок у коменданта Інчхона, але коли надійшла інформація про події в Сеулі, ставлення господарів змінилося, і японці зрозуміли, що вони більше не в безпеці. Під час дощу вони втекли до гавані, де їх переслідували корейські солдати. Шестеро японців загинули, ще п'ятеро були важко поранені. Ті, що вижили, перевозили поранених, потім сіли на невеликий човен і попрямували у відкрите море, де через три дні їх врятував британський сюрвейерський корабель «Летюча риба».

### Напад на королівський палац

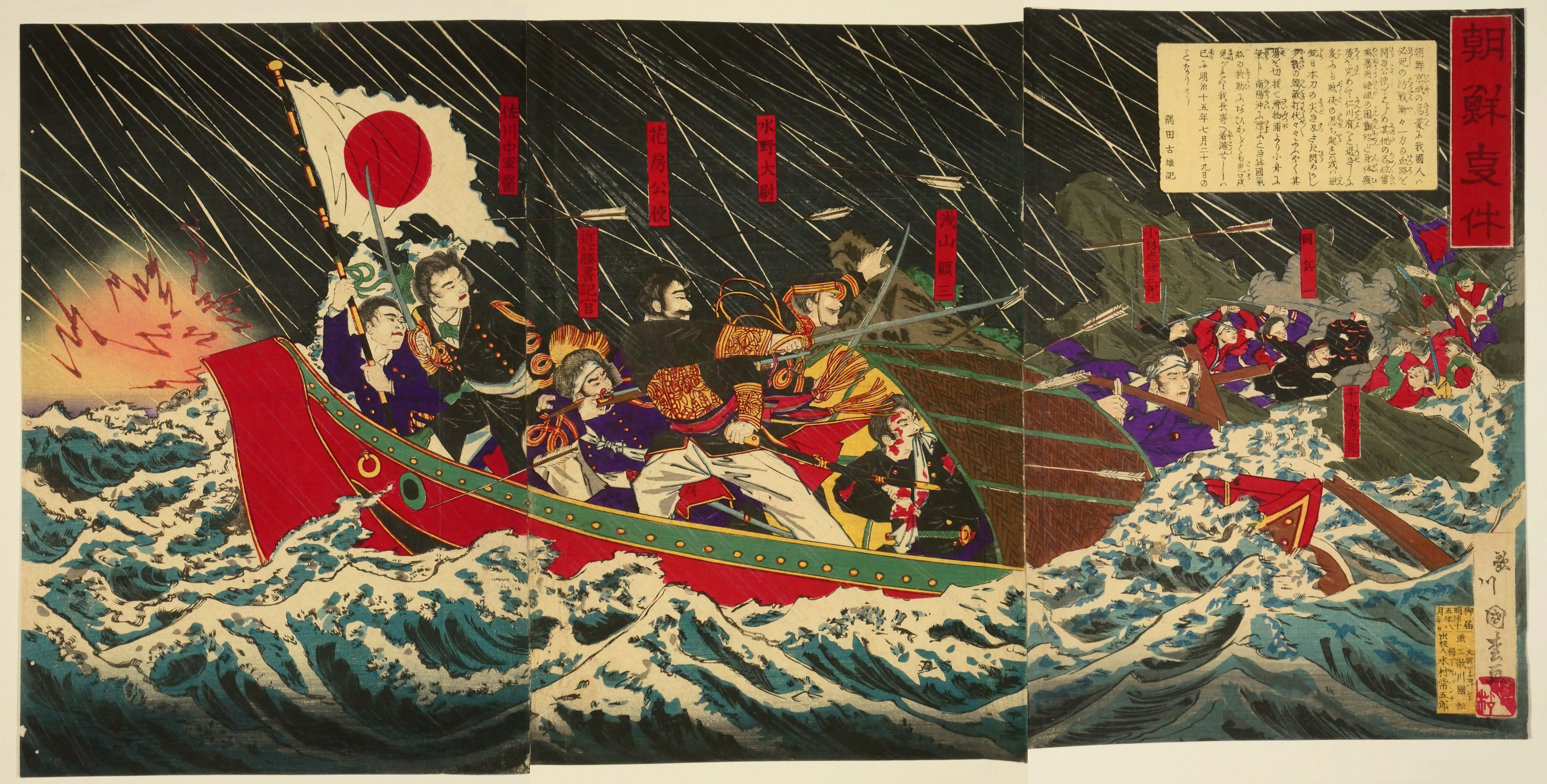
Укійо-е, що зображує втечу японської місії в 1882 році.

Наступного дня після нападу на японську місію, 24 липня, бунтівники увірвалися до королівського палацу, де знайшли та вбили Мін Гьом Хо, а також десяток інших високопоставлених офіцерів, включаючи Хенгіна Гуна Лі Чхе Гена, старшого брата Девонгуна, який раніше критикував політику ізоляції Кореї. Вони також шукали королеву Мін, маючи намір убити її через її приналежність до ненависної сім'ї Мін, а також через корупцію в уряді, який був повністю під її контролем. Однак королева ледве врятувалася, одягнена як звичайна придворна дама, і її везли на спині вірний охоронець, який стверджував, що вона його сестра. Вона знайшла притулок у домі Мін Юн Сіка в Чхунджу, провінція Чхунчхон.

## Наслідки
Серед хаосу батько-регент короля Хенсон Девонгун, який підтримував скарги солдатів, перебрав владу та спробував відновити порядок. Японський уряд відправив посла Ханабусу назад до Сеула з чотирма військовими кораблями, трьома вантажними кораблями та батальйоном озброєних солдатів.

### Японська відповідь
В Японії було значне обурення ставленням до своїх громадян, і події розглядалися як образа репутації японської нації. Міністерство закордонних справ під керівництвом Іноуе Каору наказало Ханабусі повернутися до Сеула та зустрітися з високопоставленими корейськими чиновниками та переконати їх призначити дату, до якої бунтівники будуть притягнуті до відповідальності у спосіб, який буде задовільним для японського уряду. Якби бунтівники здійснили раптові напади на японців, вони були б змушені застосувати проти них військову силу, незалежно від того, які заходи вжив корейський уряд. Ханабуса отримав інструкцію, що якщо корейці виявлять будь-які ознаки приховування винних і не покарання їх або якщо вони відмовляться брати участь у будь-яких дискусіях з японцями, це буде явним порушенням миру. У такому випадку посланник надіслав би уряду Кореї останнього листа з обвинуваченням у злочинах, а потім японські війська зайняли б порт Чемпульпо та чекали подальших наказів. Ханабусу повідомили, що якщо Китай або будь-яка інша країна запропонує виступити посередником, їй слід відмовити. Інструкції, однак, завершилися на примирливій ноті, оскільки японський уряд не вважав, що корейський уряд навмисно зашкодив мирним відносинам, і має бути щира спроба відновити традиційні добрі відносини між двома країнами. Інцидент міг навіть стати засобом для забезпечення міцного миру, і з огляду на національні почуття корейців японці вирішили, що передчасно посилати каральну експедицію. Міністр Ханабуса лише повернеться до Сеула під захистом армії та військово-морських військ через занепокоєння тим, що неможливо передбачити, яке подальше насильство можуть розв'язати бунтівники.
Проте, незважаючи на оптимізм мирного вирішення кризи, японський уряд на початку серпня дозволив призов резервістів. Іноуе Каору також повідомив західних міністрів у Токіо про рішення уряду направити війська та військові кораблі до Кореї для захисту японських громадян. Він підкреслив, що наміри уряду були цілком мирними, однак пропозиція американського уряду виступити посередником була негайно відхилена. Імператор, стурбований ситуацією в Кореї, відправив камергера Ямагуті Масасаду в країну як особистого посланника. Він залишався там до підписання Чемульпоського договору.

### Китайська відповідь
Китайці отримали повідомлення про повстання через Лі Шучана, китайського міністра в Токіо, Японія. 1 серпня Чжан Шошен відправив кораблі флоту Бейян під командуванням Діна Ручана до Кореї з Ма Цзяньчжуном на борту на прохання королеви Чосона. Близько 4500 військових під командуванням генерала У Чанціна прибули до Кореї. Китайські війська фактично відновили контроль і придушили повстання, а потім були розміщені в різних точках Сеула. Після повстання Девонгун був звинувачений у розпалюванні повстання та його жорстокості і був заарештований китайськими військами. 25 вересня троє високопоставлених військово-морських офіцерів Китаю завітали на корабель «Девонгун» і, від'їжджаючи, попросили його відвідати важливу зустріч у їхній резиденції в місті. Девонгун був зобов'язаний за правилами етикету відповісти на дзвінок і наступного дня відправився до китайського табору, як і просили. Спочатку відбувся звичайний обмін ввічливістю між двома сторонами, але за сигналом китайські війська увірвалися в кімнату, схопили Девонгуна і посадили його в паланкін. Його перенесли на військовий корабель «Вейюань» і, перебуваючи в паланкіні, відвезли до Китаю. Його не випускали з паланкіну, поки Вейюань не досяг Тяньцзіня. У Тяньцзяні його допитував Лі Хунчжан, який безуспішно намагався змусити його визнати відповідальність за події навколо повстання. Лі наказав повернути Девонгуна назад у свій паланкін, і його відвезли до міста приблизно в шістдесяти милях на південний захід від Пекіна, де протягом трьох років його утримували в одній кімнаті та тримали під суворим наглядом.

## Наслідки
Після інциденту в Імо перші реформи в Кореї зазнали серйозної невдачі. Наслідки цієї події також привели у країну китайців, де вони почали прямо втручатися у внутрішні справи Кореї.

### Відновлення китайського впливу
Після інциденту Китай відновив свій суверенітет над Кореєю та розмістив війська в Сеулі під командуванням Ву Чанціна. Китайці зробили кілька ініціатив, щоб отримати значний вплив на корейський уряд. Окрім розміщення військ у Кореї, до неї було направлено двох спеціальних радників із закордонних справ, які представляли інтереси Китаю; німець Пауль Георг фон Меллендорф, який був близьким наближеним до Лі Хунчжана, і китайський дипломат Ма Цзяньчжун. У Чанцін разом зі штабом офіцерів взяв на себе підготовку корейської армії та додатково надав корейцям 1000 гвинтівок, дві гармати та 10 000 патронів. Крім того, також було створено Ч'інґунйонґ (Команда Столичної гвардії), що складається з чотирьох казарм, позначених праворуч, ліворуч, спереду та ззаду; це нове корейське військове формування було навчено за китайською реформою Юань Шикая.
Крім того, 1883 року китайці керували створенням Корейської морської митної служби, головою якої став фон Меллендорф. Корею знову перетворено на державу-данникцю Китаю: король Коджон не міг призначати дипломатів без схвалення Китаю, а війська були розміщені в Сеулі для захисту інтересів Китаю в країні. Китайський уряд почав перетворювати свою колишню державу-данницю на напівколонію, а його політика щодо Кореї суттєво змінилася на новоімперіалістичну, де держава-сюзерен вимагала певних привілеїв у своїй васальній державі.
У жовтні 1882 року дві країни підписали договір, за яким Корея була залежною від Китаю та надала китайським купцям право вільно вести сухопутні та морські справи в межах корейських кордонів. Це також дало їм значні переваги перед японцями та західними країнами, а також надало китайцям односторонні привілеї екстериторіальності в цивільних і кримінальних справах. Китай також отримав концесії в Кореї, зокрема китайську концесію в Інчхоні. Відповідно до договору кількість китайських купців і торговців значно зросла, завдавши сильного удару по корейським купцям. Незважаючи на те, що вона дозволяла корейцям взаємно торгувати в Пекіні, угода не була договором, а фактично була видана як регламент для васала, вона також підтвердила залежність Кореї від Китаю.

### Нарощування японської армії
Криза в Кореї переконала вищих цивільних керівників Японії в тому, що відкладати витрати на більшу армію небажано. Протягом 1870-х років японський уряд зіткнувся з внутрішніми повстаннями та повстаннями самураїв, що призвело до нестримної інфляції та фінансових труднощів. Отже, наприкінці 1880 року уряд вирішив стабілізувати валюту шляхом збільшення податків і фінансового скорочення. Проте повстання Імо підкреслило необхідність військової експансії, оскільки стала очевидною обмежена військова і морська міць Японії. На відміну від китайців, які швидко направили експедиційний корпус до Сеула, де вони швидко встановили порядок і контролювали ситуацію своєю військовою перевагою над бунтівниками, японці були змушені проводити реактивну або пасивну політику. Для багатьох у країні, включно з Ямаґатою Арітомо, урок був очевидним — що призовна армія з сорока тисяч осіб більше не відповідає потребам Японії, а також флоту бракує транспортних кораблів для відправки військ за кордон: якщо розпочнуться бойові дії з Кореєю або їх почне Китай, країна опинилася б у серйозній скрутній ситуації. У вересні 1882 року Івакура Томомі також повідомив Дайдзьокан, що для такої морської країни, як Японія, необхідно збільшити військово-морську силу. Якби Японія вступила у війну, у неї не було б достатньо кораблів для захисту рідних островів, і якби вона використовувала свій флот для захисту рідних островів, вона не змогла б здійснити атаку за кордоном. Оскільки китайці нарощували свої військово-морські сили, Японія не зможе захистити себе від Китаю в можливому майбутньому конфлікті. Івакура стверджував, що вкрай необхідно витрачати більше на флот, навіть якщо це означатиме підвищення податків.
Навіть міністр фінансів Мацуката Масайосі, який впроваджував політику скорочення бюджету, погодився, що фінансові ресурси повинні бути знайдені для нарощування військових і військово-морських сил, якщо того вимагає міжнародна ситуація. У 1880-х роках японські військові витрати, викликані тривогою через Китай, постійно зростали. У 1880 році частка військових витрат становила 19 % загальних державних витрат, у 1886 році вона зросла до 25 %, а до 1890 року вона становила 31 %. У 1883 році плани передбачали значне розширення японської імператорської армії 28 піхотними полками, включаючи 4 імператорські гвардійські полки; 7 кавалерійських батальйонів; 7 дивізіонів польової артилерії, кожен з яких складається з 2 батальйонів польових гармат і 1 батальйону гірських гармат; 7 інженерних батальйонів; і 7 транспортних батальйонів. Запропонований склад сил зі збільшенням кавалерії, інженерних і транспортних частин мав на меті реорганізувати армію як силу, здатну воювати на континенті. Імператорський флот Японії також розробив власні плани щодо розширення флоту до сорока двох суден, тридцять два з яких повинні були бути побудовані заново. Протягом наступних двох років було придбано або введено в будівництво дванадцять нових суден.

## Подальше читання
- Ono, Giichi and Hyoye Ouchi. (1922). War and Armament Expenditures of Japan. New York: Oxford university Press. OCLC 1390434